# Benguela
Benguela és una ciutat i municipi, capital de la província homònima, a l'oest d'Angola. Té una extensió de 2.100 km² i uns 513.441 habitants segons el cens de 2014. Al nord, limita amb el municipi de Lobito; a l'oest, amb Bocoio i Caimbambo; al sud amb Baía Farta i a l'oest amb l'oceà Atlàntic. El municipi està dividit en sis comunes: Zona A, Zona B, Zona C, Zona D, Zona E i Zona F.

## Història
El rei Felip III va separar el 1615 el "Regne de Benguela" d'Angola. El principal objectiu de la nova colònia era la recerca i l'explotació de les mines de coure de Sumbe Ambela. Fou nomenat Governador, Conqueridor i Poblador de Benguela Manuel Cerveira Pereira, que era (simultàniament) Governador d'Angola. Cerveira Pereira va sortir de Luanda l'11 d'abril de 1617 cap al sud de la costa, fins a arribar a la badia de les Vaques, el 17 de maig. Allí hi va fundar el nucli urbà que seria la capital del nou domini portuguès, que va ser administrat autònomament entre 1617 i 1869.
Des de 1641 fins a 1648, la ciutat va ser ocupada per la Companyia Holandesa de les Índies Orientals. A començaments del segle XX s'hi va construir el Caminho de Ferro de Benguela per enllaçar-la amb el Copperbelt i amb Katanga.

## Residents
- Leila Lopes - actriu i Miss Univers 2011
- Pepetela, escriptor.